# Aloe rauhii
Aloe rauhii es una especie de planta suculenta de la familia de los aloes. Es originaria de Madagascar.

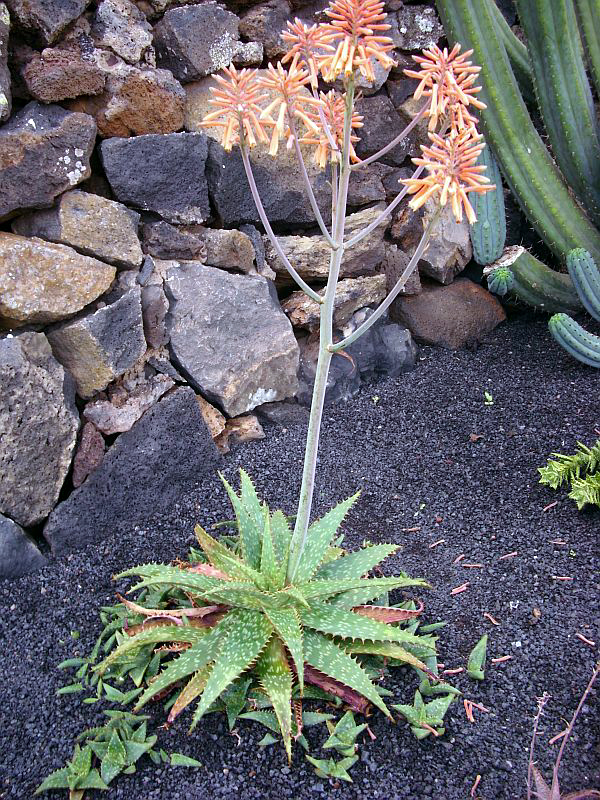
Planta en flor

## Descripción
Aloe rauhii crece sin tallo o tronco muy corto  y luego forma grupos densos. Las hasta 20 hojas lanceoladas y deltoides forman densas rosetas. Son de color gris-verde, a veces teñido de marrón de 7 a 10 cm de largo y de 1,5 a 2 cm de ancho. En ella son numerosas y dispersas manchas en forma de H. Tiene dientes blancos en el margen cartilaginoso, de aproximadamente 0,5 milímetros de longitud y es de 1 a 2 milímetros de distancia. Las inflorescencias son simples o raramente ramificadas y  alcanzan una longitud de 30 centímetros. Se componen de doce a 18 flores de color rosa escarlata y más brillantes en su desembocadura y de 25 milímetros de largo y en la base estrechas.

## Distribución
Es una planta con las hojas suculentas formando una roseta que se encuentra en Madagascar en la Provincia de Toliara.

## Taxonomía
Aloe rauhii fue descrita por Gilbert Westacott Reynolds y publicado en Journal of South African Botany 29: 151, en el año 1963.
Etimología
Ver: Aloe
rauhii: epíteto otorgado en honor del botánico alemán Werner Rauh.
Sinonimia
- Guillauminia rauhii (Reynolds) P.V.Heath[5][2]